# سعود بن محمد آل سعود
الأمير سعود بن محمد بن سعود آل سعود (1295هـ - 1325 هـ) هو الأمير سعود بن محمد بن سعود بن فيصل بن تركي بن عبد الله آل سعود شارك في بعض معارك التوحيد، هو أحد أبطال معارك التوحيد مع المؤسس الملك عبدالعزيز وقتل  في معركة الطرفية عام 1325ه

## الاسم والنشأة
هو الأمير سعود بن محمد بن سعود بن فيصل بن تركي بن عبد الله آل سعود حفيد الإمام تركي بن عبد الله بن محمد آل سعود مؤسس الدولة السعودية الثانية ومن من المرجح ان الأمير سعود بن محمد ولد سنه 1295 هجريه تقريبا في بلدة الدلم كبر من أخيه سلمان بن محمد آل سعود بثمانية سنوات

## والده
من الوقائع التاريخية يذكر ان الإمام محمد بن فيصل بن سعود (غزالان) ولد في الرياض عام 1265 
هجرية - والدة هو الإمامسعود بن فيصل بن الإمام تركي بن عبدالله بن الإمام محمد بن سعود مؤسس الدولة السعودية - نشأ في الرياض وفي فترة مزدهرة من حكم جده الإمام فيصل بن تركي - تلقى تعليمة على أيد علماء تلك الفترة في الرياض - تلقى بعض العلوم وكان لجده الإمام فيصل بن تركي أثراً كبيراً في نشأته من حيث الاطلاع وسعة العمل التي كان يتصف بها الإمام فيصل 
ومن تلك الوقائع: الأحداث المتسارعة في الجزيرة العربية وخاصة في المنطقة الشرقية
وفاة جدة الإمام فيصل بن تركي عام 1282 هجرية، بعد عشرين عاماً من الاستقرار التام وبناء الدولة، وإيقاف الأتراك عن كافة مطامعهم الخلاف الكبير على زمام الحكم بين والده وعمه عبد الله
بداية ظهور النزاعات على رقع البلاد وخروج بعض القبائل عن مبدأ البيعة تبني كافة مواقف والده المستندة الي شرعية الحكم والحفاظ على الإمامة ترشيح قسم الولاء ومكاسب التحالف من القبائل الكبرى وخاصة في وسط الجزيرة العربية العمل على تهيئة الظروف للاستقرار وبناء الدولة.

## المعارك
قد شارك الأمير سعود بن محمد بن سعود في كثير من الوقائع والمعارك المتعلقة في توحيد المملكة تحت قيادة الإمام عبدالعزيز بن عبدالرحمن آل سعود ومن أهم المعارك التي اشترك بها ما يلي - :
- معركة الدلم / وهي معركة بين جيش ابن رشيد وبين الجيش السعودي عام 1320 وانتهت بانتصار الجيش السعودي[1]
- معركة البكيرية / معركة حدثت في 15 يونيو 1904 بين قوات إمارة جبل شمر بقيادة عبد العزيز بن متعب آل رشيد وبين قوات إمارة نجد بقيادة عبد العزيز بن عبد الرحمن بن فيصل آل سعود، في سبيل تأسيس المملكة العربية السعودية وكان ممن شارك فيها ومن قادتها، وانتهت المعركة بانتصار إمارة نجد وأهل القصيم[2]
- معركة الشنانة / معركة وقعت في 18 رجب 1322هـ/29 سبتمبر 1904م بين قوات الملك عبد العزيز بن عبد الرحمن آل سعود وعبد العزيز بن متعب بن عبد الله الرشيد بمحافظة الشنانة بمنطقة القصيم انتصرت فيها قوات الملك عبد العزيز بن عبد الرحمن آل سعود وهي أحد أهم المعارك الفاصلة في تاريخ توحيد المملكة العربية السعودية وقاصمة الظهر لابن رشيد الذي تحول بعدها من الهجوم إلى الهروب من قوات الملك عبد العزيز، انتصرت قوات ابن سعود على قوات ابن رشيد الذين كانوا يفوقونهم بالعدد
- معركة روضة مهنا / معركة حدثت في 12 أبريل 1906 بين قوات إمارة جبل شمر بقيادة عبد العزيز بن متعب آل رشيد يسانده 200 جندي عثماني وبين قوات إمارة نجد بقيادة عبد العزيز بن عبد الرحمن بن فيصل آل سعود[3]
- معركة الطرفية / وهي كانت اخر معركة يخوض بها وقد بلى بلاء حسنا واستشهد بها وكانت بين قوات عبدالعزيز ال سعود وعبد العزيز الرشيد وانتهيت بانتصار قوات ابن سعود

## اخوته
- الأمير سلمان بن محمد بن سعود آل سعود وهو فارس آل سعود المتأخرين وقد اشترك معه في معركة الطرفية
- الأمير عبد العزيز بن محمد بن سعود آل سعود
- الأميرة العنود بنت محمد بن سعود آل سعود / زوجة الأمير محمد بن عبدالرحمن بن فيصل آل سعود وانجبت له ولدين وبنت

## وفاته
قتل في معركة الطرفية سنه 1325 بجانب الملك عبدالعزيز آل سعود واشترك اخوه الأمير سلمان بن محمد آل سعود، كما قتل الأمير عبدالعزيز بن محمد متأثرًا بجراحة بعد المعركة